# (26375) 1999 DE9
(26375) 1999 DE9 é um objeto transnetuniano localizado no disco disperso. É classificado como um objeto ressonante por estar em um ressonância orbital 2:5 com Netuno. Possui um período orbital de 412,09 anos e um semieixo maior de 55,376 UA. Ele possui uma magnitude absoluta de 5,1
Observações com o Telescópio Espacial Spitzer estimam um diâmetro de 461 km, fazendo de 1999 DE9 um candidato a planeta anão. O astrônomo Mike Brown diz que ele é "provavelmente" um planeta anão. Análises de curva de luz apresentam pequenas variações apenas, sugerindo que 1999 DE9 é esférico e portanto um planeta anão.

## Descoberta
(26375) 1999 DE9 foi descoberto no dia 20 de fevereiro de 1999 pelos astrônomos Chadwick A. Trujillo e Jane Luu no Observatório Nacional de Kitt Peak.

## Órbita
A órbita de (26375) 1999 DE9 tem uma excentricidade de 0,533 e possui um semieixo maior de 55,985 UA. O seu periélio leva o mesmo a uma distância de 32,320 UA em relação ao Sol e seu afélio a 79,650 UA.